# Macro-jê

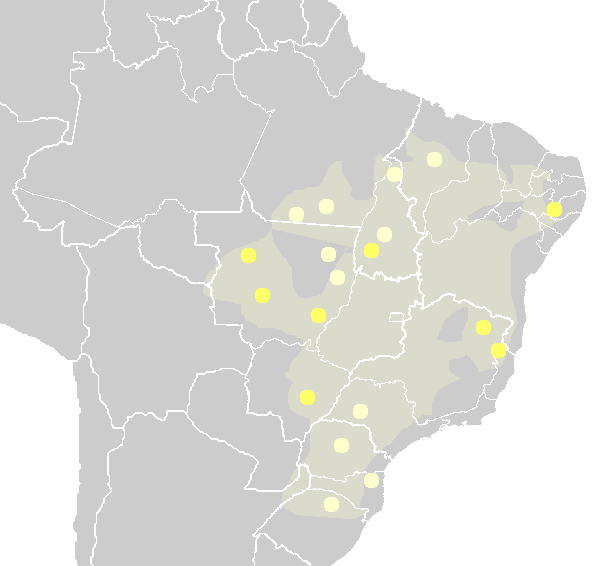
Línguas jês propriamente ditas (amarelo-claro) e outras línguas macro-jês (amarelo escuro) na atualidade. A área sombreada indica aproximadamente a área de provável extensão no passado

Macro-jê, também referido pelo etnônimo brasílico Macro-Jê, é um tronco linguístico cuja constituição ainda é consideravelmente hipotética. Em tese, está distribuído pelas regiões não litorâneas e mais centrais do Brasil, incluindo partes de todos os seus estados, exceto Amazonas, Amapá, Roraima e Acre, no Norte - bem como pequenos grupos dispersos em partes do Paraguai e da Bolívia. O Macro-jê é um dos dois grandes troncos linguísticos do Brasil, sendo o outro o tronco tupi.

## Histórico
A partir da incursão no território do Brasil pelos portugueses, em 1500, os europeus passaram a ter um grande contato com as tribos tupi-guaranis que estavam dispersas por praticamente toda a costa brasileira. Os tupis-guaranis chamavam os indígenas falantes de outras línguas de tapuia – que, em sua língua, significava inimigo. Este vocábulo foi incorporado pelos europeus, que passaram a considerar que, no país, havia apenas duas grandes nações indígenas: a tupi-guarani e a tapuia.
Os tapuias, considerados pelos europeus como mais primitivos e de catequese e conquista mais difíceis, foram duramente combatidos e exterminados – e muitos dos povos e tribos então existentes desapareceram de forma tão completa que sequer existe registro direto de sua existência.[carece de fontes?]
No século XIX, o cientista alemão Carl Friedrich Philipp von Martius percorreu grande parte do território brasileiro e propôs uma divisão dos índios brasileiros segundo um critério linguístico. Baseado nesse critério, criou o grupo gê, que englobava tribos que falavam línguas semelhantes e que costumavam autodenominar-se utilizando o sufixo gê, que significava pai, chefe ou antepassado. Um nome alternativo, segundo o próprio Martius, seria cram, pois, nesse grupo, também era muito utilizada a partícula cran (filho, descendente) para a nomeação das tribos. Grande parte das antigas tribos tapuias estava incluída no grupo gê.
Já no começo do século XX, os antropólogos passaram a rejeitar o nome tapuia e adotaram a denominação de gês para este grupo de famílias linguísticas. Em 1953, a Associação Brasileira de Antropologia adotou a forma jê em substituição a gê. Com a reforma ortográfica, que preconizava o uso de j em vez de g para os termos oriundos das línguas indígenas do Brasil, a palavra gê passou a ser grafada jê.

## Povos e línguas do tronco macro-jê
- Bororo — família linguística
  - Bororo — (bororos)
  - Umutina — (umutinas)
- Botocudo — família linguística (botocudos)
  - Bacuém — (bacuéns)
  - Cracmum — (cracmuns)
  - Crenaque — (crenaques e eteuetes)
  - Guticraque — (guticraques)
  - Jiporoque — (jiporoques)
  - Minhajirum — (minhajiruns)
  - Nacnenuque — (nacnenuques)
  - Nacrerré — (nacrerrés)
  - Naque-nhapemã — (naques-nhapemãs)
  - Pejaerum — (pejaeruns)
  - Pojixá — (pojixás)
- Camacã — família linguística (extinta)
  - Camacã — (camacãs)
- Carajá — família linguística
  - Carajá — (carajás)
  - Javaé — (javaés)
  - Xambioá — (xambioás)
- Cariri — família linguística extinta (cariris)
  - Dzubukuá
- Charruana (extinta) — Mataco-guaicuru
- Guató — família linguística
  - Guató — (guatós)
- Fulniô (Iatê, Carnijó) — família linguística
  - Fulniô (Iatê, Carnijó) — (fulniôs)
- Jê — família linguística
  - Apinajé — (apinajés)
  - Aqüém — (aquéns)
    - Xacriabá — dialeto (xacriabás)
    - Xavante — dialeto (xavantes)
    - Xerente — dialeto (xerentes)

  - Caiapó — (caiapós)
    - Caiapó-aucre — dialeto (caiapós-aucres)
    - Caiapó-cararaô — dialeto (caiapós-cararaôs)
    - Caiapó-cocraimoro — dialeto (caiapós-cocraimoros)
    - Caiapó-cubem-cram-quem — dialeto (caiapós-cubem-cram-quens)
    - Caiapó-gorotire — dialeto (caiapós-gorotires)
    - Caiapó-mecranoti (txucarramãe) — dialeto (caiapós-mecranotis)
    - Caiapó-metuctire — dialeto (caiapós-metuctires)

  - Caingangue — (caigangues)
    - Caingangue-central — dialeto (caingangues-centrais)
    - Caingangue-do-paraná — dialeto (caingangues-do-paraná)
    - Caingangue-do-sudeste — dialeto (caingangues-do-sudeste)
    - Caingangue-do-sudoeste — dialeto (caingangues-do-sudoeste)

  - Timbira — (timbiras)
    - Apaniecra-canela — dialeto (apaniecras-canelas)
    - Craó — dialeto (craós)
    - Crejé — dialeto (crejés)
    - Cricati — dialeto (cricatis)
    - Parcatié-gavião — dialeto (parcatiés-gaviões)
    - Pucobié-gavião — dialeto (pucobiés-gaviões)
    - Rancocamecra-canela — dialeto (rancocamecras-canelas)
    - Quencatejê-canela — dialeto (quencatejês-canelas)

  - Panará — (panarás)
  - Suiá — (suiás)
    - Tapaiuna — dialeto (tapaiunas)

  - Xoclengue — (xoclengues)
- Masacará — extinto (masacarás)
- Maxacali — família linguística
  - Maconi — (maconis)
  - Malali — (malalis)
  - Maromomi — extinto (maromomiss)
  - Maxacali — (maxacalis)
  - Panhame — (panhames)
  - Pataxó — extinta (pataxós)
  - Pataxó-hã-hã-hãe — extinta (pataxós-hã-hã-hães)
- Ofaié
  - Ofaié — (ofaiés)
- Puri — família linguística
  - Puri — (puris)
  - Goitacá — (goitacás)
  - Arari — (araris)
  - Coropó — (coropós)
  - Coroado — (coroados)
- Ricbacta — família linguística
  - Ricbacta — (ricbactas)
- Tarairiú — família linguística (tarairiús)
- Brobó – (xukuru)
- Kaxwriêtã – (karaxuwanassu)

### Jolkesky (2016)
Classificação interna do tronco macro-jê (Jolkesky 2016):
(† = língua extinta)
Macro-jê
- Borum
- Ofaye
- Rikbaktsa
- Yate
- Bororo
  - Bororo
  - Otuke †
  - Umutina †
- Maxakali
  - Malali †
  - Maxakali-Pataxo
    - Maxakali
    - Pataxo †
- Kamakã †
  - Masakara †
  - Kamakã-Menien †
    - Kamakã †
    - Menien †
- Kariri †
  - Dzubukua †
  - Kipea †
  - Xoko †
- Macro-jê nuclear
  - Besiro (Chiquitano)
  - Arikapu; Jeoromitxi
  - Karaja: Javae; Karaja; Xambioa
  - Jê
    - Jê central
      - Akroa †
      - Xakriaba †
      - Xavante
      - Xerente
      - Jeiko †

    - Jê meridional
      - Ingain: Ingain †; Kimda †
      - Kaingang-Xokleng
        - Kaingang: Kaingang; Kaingang Paulista
        - Xokleng

    - Jê setentrional
      - Apinaje
      - Kayapo: Mẽbengokre; Xikrin
      - Panara
      - Suya; Tapayuna
      - Timbira: Apãniekra; Kraho; Krẽje †; Krĩkati; Parkateje; Pykobje; Ramkokamekra

### Nikulin (2020)
Classificação interna do tronco Macro-Jê (Nikulin 2020):
Macro-Jê
- Karajá
- Ocidentais
  - Matogrossenses
    - Ofayé
    - Rikbáktsa

  - Jabutí
    - Arikapú
    - Djeoromitxí
- Orientais
  - ? Jaikó
  - Jê
    - Akuwẽ; Jê Setentrionais, Panará
    - Ingain; Jê Meridionais

  - Transanfranciscanas
    - Borum
      - Krenák

    - Maxakalí
      - Malalí
      - Maxakalí Nucleares
        - Maxakalí
        - Maxakalí Ritual; Makoní
        - Pataxó; Pataxó-Hãhãhãe
        - Koropó

    - ? Kamakã
      - Masakará
      - Kamakã Meridional
        - Menien
        - Kamakã; Kotoxó/Mongoyó

## Clasificação para diferentes autores
O nome Macro-Jê foi proposto pela primeira vez por J. A. Mason para se referir a um amplo grupo de línguas do Brasil relacionadas às línguas Jê. W. Schmidt empregou inicialmente o nome Ges-Tapuya, e C. Loukotka o nome Tapuya-žé, com o mesmo sentido. Os subgrupos nomeados a seguir, de acordo com o estudo comparativo de Andrey Nikulin, formam uma macrofamília, mas detalhes de cada uma das hipóteses de classificação podem diferir de um autor para o outro, ver:  
- C. Loukotka (1942) incluiu 8 famílias dentro da macrofamília Tapuya-žé: Žé (Jê), Opaie (Ofayé), Kaigán (Kaingáng), Coroado (Purí), Mašakali (Maxakalí), Patašó (Pataxó), Botokudo (Krenák) e Kamakan (Kamakã).
- C. Nimuendajú (1946) considerou o Malalí uma família independente.
- Mason (1950) adicionou o Malalí e o Coropó (Koropó) ao Macro-Jê, mas deixou de fora o Ofayé e o Iaté (Yatê).
- Davis (1966) sob uma boa base comparativa demostrou que o Kaingnáng é de fato um membro da família Jê. Em outro artigo (1968) trouxe evidências de correspondências regulares entre as línguas Jê e o Maxakalí, bem como entre o Jê e o Karajá, mencionando possíveis conexões do Macro-Jê com o Bororo, e do Tupi com o Fulnió (Yatê).
- Guérios (1939) apresentou evidências do parentesco do Bororo oriental com duas línguas Jê septentrionais, o Timbíra (Canela) e o Kayapó.
- Gudschinsky (1971) comparando os Ofayé com a reconstrução de Davis do proto-Jê mostrou que provavelmente dito grupo era parte do Macro-Jê.
- Boswood (1973) apontou alguma evidência léxica a favor do pertencimento do Rikbaktsá ao Macro-Jê.
- A. Rodrigues (1986) incluiu o Karirí e o Guató, e considerou que o Pataxó e o Malalí devem ser parte da família Maxakalí.
- J. Greenberg (1987) considerou que todos os grupos mencionados, exceto o Karirí, formam parte do Macro-Jê, adicionando o Chiquito, o Oti e o Yabutí (Jabutí). Ainda que Greenberg considere esses três últimos grupos "tanto Macro-Jê como os outros", a rasa evidência que apresenta não prova tal afirmação.
- Kaufmann (1994) deixa de fora o Yabutí e o Oti, assim como o Karirí, mas mantém dentro do Macro-Jê o Chiquito.
- Eduardo Ribeiro (2012), da Universidade de Chicago, observou a ausência de evidências que permitam classificar o fulniô (Yatê) ou o guató como parte do Macro-Jê, assim como o fez Kaufman para o Oti e o Chiquitano.
- Jolkesky (2016) inclui 8 famílias (Jê, Karajá, Borum (Krenák) †, Jeoromitxí-Arikapú (Jabutí), Kamakã †, Karirí †, Maxakalí-Pataxó, Bororo) e mais quatro línguas (Besiro (Chiquitano), Ofayé, Rikbaktsa e Yatê).
- Nikulin (2020) reclassifica e inclui 7 famílias (Jê, Karajá, Borum (Krenák) †, Djeoromitxí-Arikapú (Jabutí), Kamakã †, Maxakalí-Pataxó, Ofayé-Rikbáktsa) e não encontra evidência para outros grupos previamente considerados Macro-Jê (Karirí †, Bororo, Purí, Guató, Otí). Aponta ainda que o Chiquitano poderia estar distantemente emparentado.[7]

## Influência na língua portuguesa
As línguas do tronco macro-jê legaram algumas palavras para a língua portuguesa, embora não de modo tão expressivo quanto as línguas do tronco tupi. Geralmente, são topônimos da Região Norte ou Região Sul do Brasil com origem na língua aquém, como Dueré ou na língua caingangue, como Goioerê, Xanxerê, Erechim, Chapecó, Erebango, Campo Erê, Goioxim, Nonoai etc.

## Vocabulário
Alguns conjuntos de cognatos nas línguas macro-jê (Nikulin & Carvalho 2019: 263):
| (Língua)              | filho        | dente     | barriga      | fome          | semente          | cabeça        | osso        | cinza          |
| --------------------- | ------------ | --------- | ------------ | ------------- | ---------------- | ------------- | ----------- | -------------- |
| Xavante               | ’ra /ʔraː/   | ’wa /ʔwa/ | di(’i) /niʔ/ | mra(m) /mrʌ̃m̚/ | dzö; nhama /jʌm/ | ’rã(i) /ʔrʌ̃j/ | hi /hi/     | ’ru(i) /ʔrúj/  |
| Proto-Jê Central      | *kraː        | *kwa      | *di(ki)      | *mrʌ̃(m)       | *ɲʌ̃mʌ̃            | *ɟʌ; *krʌ̃(j)  | *hi         | (?)            |
| Proto-Cerrado         | *kra         | *jwa      | *tik         | *prʌ̃m̚         | *cɨm             | *krʌ̃j         | *ci         | *mbrɔ          |
| Proto-Jê              | *kra         | *jɔ       | *tik         | *prʌ̃m̚         | *cɨm             | *krɨ̃ɲ         | *ci         | *mbrʌ          |
| Proto-Maxakali-Krenak | *kruk        | *juɲ      | *tɛk         | *prɨm         | *jam             | *krɨ̃ɲ         | *jɛt ~ *jɛk | *proŋ          |
| Maxakali              | kutok /ktuk/ | xox /cuc/ | tex /tɛk/    | putup /ptɨp/  | xap /cap/        | putox /ptuc/  | kup /kɨp/   | putohok /ptuk/ |

Comparação lexical (Rodrigues 1986):
| Português | pé        | um      | braço  | flecha | mel   | fígado  | cinza  | marido   |
| --------- | --------- | ------- | ------ | ------ | ----- | ------- | ------ | -------- |
| Apinayé   | par       | pitxi   | pa     | —      | mèñ   | ma      | mrò    | mien     |
| Xavánte   | paara     | —       | pano   | —      | pĩ    | pa      | —      | —        |
| Kaingáng  | pẽn       | pir     | pẽ     | (puñ)  | mỹng  | ta-mẽ   | mrẽi   | mèn      |
| Maxakalí  | pata      | pytxèt  | —      | pói    | pang  | —       | pytok  | pen      |
| Kamakã    | wade      | weto    | —      | wãi    | —     | —       | —      | —        |
| Purí      | txapere   | i-páin  | —      | pun    | —     | —       | —      | —        |
| Botocudo  | pò        | putxik  | pò     | —      | pâng  | ku-pagn | —      | —        |
| Yatê      | fe, fet-  | fathowa | —      | —      | —     | —       | felowa | (feto)   |
| Kipeá     | by, byri- | bihe    | bo     | buiku  | —     | —       | bydi   | —        |
| Karajá    | waa       | —       | —      | wyhy   | bâdi  | baa     | bry-by | —        |
| Boróro    | byre      | (mito)  | —      | (boi-) | —     | —       | —      | (imedo)  |
| Ofayé     | fara      | —       | fè     | —      | fyk   | fa      | —      | —        |
| Guató     | bò        | —       | pò     | —      | pagwa | pè      | —      | —        |
| Rikbaktsá | pyry      | —       | txi-pa | —      | mẽk-  | —       | —      | mari-kta |